# Dio la benedica, Mr. Rosewater
Dio la benedica, Mr. Rosewater (in lingua originale God Bless You, Mr. Rosewater, or Pearls Before Swine) è un romanzo scritto nel 1965 da Kurt Vonnegut.
Ne è stato tratto un musical andato in scena al Entermedia Theater di New York con la produzione di Edith Vonnegut e la regia di Howard Ashman, musica di Alan Menken
dal 14 ottobre al 24 novembre 1979 per un totale di 49 rappresentazioni.

## Trama
All'inizio del romanzo viene spiegato che uno dei protagonisti “è una grossa somma di denaro” esattamente 87.472.033,61 dollari al 1º gennaio 1964.
Questa fortuna è amministrata, per motivi fiscali, da una Fondazione. Eliot Rosewater è il presidente della Fondazione in quanto ultimo erede della famiglia. Reduce dai traumi della II guerra mondiale, Eliot, dopo aver cercato la sua strada, decide che obiettivo della Fondazione dovrà essere l'assistenza ai diseredati di Rosewater, la cittadina dell'Indiana da cui ha avuto origine la fortuna di famiglia. Norman Mushari, un giovane avvocato dello studio che amministra la Fondazione decide di raccogliere le prove dell'insanità mentale di Eliot per inibirlo e trasferire la titolarità della Fondazione ad un altro ramo dei Rosewater, lucrando sull'affare.

## Personaggi
Eliot Rosewater: – Presidente della fondazione Rosewater, erede della fortuna di famiglia, eroe della II guerra mondiale (appare anche in Mattatoio n. 5)
Norman Mushari: giovane avvocato dello studio Mc Allister, Robjent, Reed e McGee che amministra la fondazione Rosewater
Sylvia: moglie francese di Eliot, lo segue nella sua iniziativa a Rosewater ma ha un cedimento nervoso a seguito del quale i medici la convincono a separarsi da Eliot
Lister Ames Rosewater: senatore, padre di Eliot,
Thurmond McAllister: avvocato anziano dello studio Mc Allister, Robjent, Reed e McGee, cerca di difendere il patrimonio della fondazione.
Fred Rosewater: – cugino di Eliot, residente a Pisquontuit assieme a moglie e figlio, conduce una vita modesta come assicuratore, viene individuato da Mushari come possibile nuovo Presidente della fondazione.
Kilgore Trout: – scrittore di fantascienza, spesso presente nei romanzi di Vonnegut, è anche ammiratissimo da Eliot e viene arruolato nello staff che ha in cura Eliot a seguito di un rovinoso esaurimento.

## Edizioni
- Kurt Vonnegut, Dio la benedica, Mr. Rosewater, collana i Narratori Feltrinelli, traduzione di Vincenzo Mantovani, Milano, Feltrinelli, maggio 2005  [1965], ISBN 88-07-01680-X.
- Kurt Vonnegut, Dio la benedica, Mr. Rosewater, traduzione di Vincenzo Mantovani, 1ª ed., Elèuthera, 1991  [1965], ISBN 978-88-85861-18-3.
- Kurt Vonnegut, Dio la benedica, signor Rosewater o Le Perle ai porci, collana Scrittori Italiani e Stranieri, traduzione di Roberta Rambelli, Arnoldo Mondadori Editore, marzo 1973  [1965].
- Kurt Vonnegut, Perle ai porci, traduzione di Vincenzo Mantovani, Bompiani, giugno 2022  [1965], ISBN 9788830118256.